# 東周列国志
『東周列国志』（とうしゅうれっこくし）は、清代の蔡元放によって改編された長編歴史小説。23巻108回。中国では明代の『三国志演義』と並び評される。
西周の滅亡を間近に控えた紀元前789年から始まり、紀元前770年の洛邑遷都（東周の始まり）を経て、秦の始皇帝が全国を統一する紀元前221年までに起こった、東周時代500年の諸侯国の興亡を描く。
『春秋左氏伝』、『国語』、『戦国策』、『史記』などの史書から材料を集めて作られたが、演義小説としては『三国志演義』ほど普及しなかったらしく、陳舜臣は「戦前の神戸の華僑の家では三国志演義はどこにもあったが、東周列国志は余りなかったので、自分の家に借りに来る人がよくいた」と自著『中国の歴史』にて回想している。日本語訳も現在のところ完訳は存在せず、佐藤春夫が翻案した短編小説を書いている程度である。

## 成立過程
- 元代に成立した「列国（春秋戦国時代の諸侯国）もの」の平話(講談)をもとに、明代嘉靖・隆慶年間（1522年 - 1572年）に余邵魚が『列国志伝』を書く。
- 明末、馮夢竜が『列国志伝』で史実に合致しない部分を修正補足し、『新列国志』と改称する。
- 清代乾隆年間（1736年 - 1795年）、蔡元放が『新列国志』に更に修正を加え、『東周列国志』と改称する。

## ボリューム（文字数）
『東周列国志』は『三国志演義』よりボリュームがある。具体的には92万文字（「中国古典文学普及読本 東周列国志」金盾出版社 2004年9月初版）である。一方、『三国志演義』は71万7千文字（「教育部全国高等学校中文学科教学指導委員会指定書目 三国演義」人民文学出版社 1953年11月初版）である。

## あらすじ
西周末、幽王の無道な政治により、異民族が侵入し、西周は滅びる。幽王の子・平王は都を洛邑に遷都し、東周が始まるが、周の威信は失墜し、周辺の諸侯国が覇を競うようになる。春秋時代の始まりである。覇権争いの結果、最初は斉の桓公、次に宋の襄公、晋の文公 、秦の穆公、楚の荘王 といった覇者が次々登場する。いわゆる「春秋の五覇」の誕生である。また、南方の呉では闔閭、越では勾践 といった「五覇」に続く覇王が生まれる。
しかしその後、それぞれの諸侯国の中で家臣が勢力を持ち始め、主君を倒して自ら諸侯になる者も現れた。その典型が、晋の有力家臣である魏氏、韓氏、趙氏の三氏である。この三氏が連合して晋を三分し、BC403年にはそれぞれ独立国として周王室より認定を受ける。完全な下克上の世界、つまり戦国時代の始まりである。
こうして再編成された諸侯国のうち韓、趙、魏、楚、燕、斉、秦が、後に「戦国の七雄」と呼ばれる。この七雄のうち最初優勢だった魏、趙、斉も、後には次第に衰える。一方、中原からはるか西の辺鄙な土地に国を構える秦は、商鞅 の改革などを経て富国強兵政策を推し進め、急速に勢力を増していく。これに脅威をいだく他の六国は、連合して秦に当たろうとするが、各国の利害が衝突してしまい、協力体制は崩壊。秦はその機会を逃さず、一国ずつ侵食し、秦王・政（後の始皇帝）のとき、ついに六国を滅ぼし、中国全土の統一を成し遂げるのである。